# Попешть (Біхор)
Попешть, Попешті (рум. Popești) — село у повіті Біхор в Румунії. Адміністративний центр комуни Попешть.
Село розташоване на відстані 422 км на північний захід від Бухареста, 41 км на північний схід від Ораді, 103 км на північний захід від Клуж-Напоки.

## Населення
За даними перепису населення 2002 року у селі проживали 2548 осіб.
Національний склад населення села:
| Національність | Кількість осіб | Відсоток |
| -------------- | -------------- | -------- |
| румуни         | 1941           | 76,2%    |
| угорці         | 381            | 15,0%    |
| цигани         | 132            | 5,2%     |
| словаки        | 76             | 3,0%     |
| поляки         | 10             | 0,4%     |
| німці          | 5              | 0,2%     |

Рідною мовою назвали:
| Мова      | Кількість осіб | Відсоток |
| --------- | -------------- | -------- |
| румунська | 2069           | 81,2%    |
| угорська  | 354            | 13,9%    |
| словацька | 69             | 2,7%     |
| циганська | 42             | 1,6%     |
| польська  | 10             | 0,4%     |